# Mr. Nobody
Mr. Nobody és una pel·lícula de ciència-ficció de 2009 dirigida pel director belga Jaco Van Dormael i protagonitzada per Jared Leto, Diane Kruger i Sarah Polley.

## Argument
Nemo Nobody, un home de 118 anys en l'any 2092 i l'últim mortal en un món d'immortals gràcies als avanços científics, reviu totes les seues possibles vides i tres matrimonis que tal vegada podia haver experimentat des del seu llit de mort. Cadascuna d'aquestes vides depèn d'una decisió important que ha de prendre sent un xiquet, quan els seus pares se separen. El film es caracteritza pel tracte que ofereix Jaco Van Dormael a la mort en les seues pel·lícules, però amb un paral·lelisme encara més intens entre realitat i ficció. Així es presenten fins a dotze possibles vides de Mr. Nobody, sense aclarir quina és la veritable i al final de la pel·lícula, el nen decideix trencar amb totes elles i prendre un nou camí. En aquestes vides destaca la importància de l'amor.

## Repartiment
- Jared Leto és Nemo Nobody, el protagonista. Ell mateix descriu el seu personatge com "una travessia interna. Jo realment interprete 12 diferents versions d'una vida. Existeixen 12 diferents personatges. Alguns sols vists en una escena. Un dels personatges solament es veu en el fons de les històries."
- Diane Kruger és Anna, el veritable amor de Nemo Nobody.
- Sarah Polley i Linh Dan Pham són les esposes de Mr. Nobody, que l'acompanyaran en les seues possibles vides.
- Rhys Ifans i Natasha Little són els pares de Nemo i els desencadenants de les possibles vides de Mr. Nobody.

Mr. Nobody també compta amb Clare Stone, Michael Riley, Allan Corduner, i Emily Tilson.

## Producció
Mr. Nobody va començar a rodar-se en 2007 en anglès, ja que el director belga Jaco Van Dormael va concebre el projecte en aquest idioma.
És considerada la pel·lícula belga més cara amb un pressupost valorat en 37 milions d'euros. Aquest va ser aprovat abans de realitzar el càsting, una meitat pel productor francès Philippe Godeau de Pa Europeene i l'altra pels distribuïdors Wild Bunch i Pathé, que van confiar en l'èxit del director i la força del seu guió.
El rodatge va començar amb l'actriu Sarah Polley i no va ser fins a més tard que es va triar a Jared Leto com protagonista. El mateix va succeir amb l'actriu Eva Green. El rodatge va durar 120 dies i es produí a Bèlgica, Alemanya i el Canadà amb la participació del fotògraf britànic Martin Parr, l'encarregat del disseny de les tres vides de Mr. Nobody.
Tots els seus efectes especials van ser realitzats per Modus FX, Fly Studio i FX Rodeo en Montreal. La seua gràfica digital a Bèlgica.
Un any de postproducció va ser necessari per a arribar a construir la història de Mr. Nobody. El seu director descriu aquest film com “cinema experimental” amb un gran pressupost i reconeix que es basa en les infinites possibilitats que enfronta qualsevol persona que poden crear-nos altres vides.

## Premis
Mr. Nobody es va presentar en la 66a. edició del Festival Internacional de Cinema de Venècia i va guanyar el premi Osella al Millor Disseny de Producció i millor film biogràfic que va ser lliurat al seu responsable, Sylvie Olivé. En el mateix festival també va ser nominat al Lleó d'Or.
En el Festival de Cinema de Sitges ha estat guardonada amb el premi al Millor maquillatge i ha estat nominada a Millor pel·lícula. En el Festival Internacional de Cinema d'Estocolm va ser triada com millor pel·lícula i nominada al Cavall de Bronze.